# Crocifissione (Maestro della Virgo inter Virgines)
La Crocifissione è un dipinto a olio su tavola (57x47 cm) del Maestro della Virgo inter Virgines, databile al 1475-1500 circa e conservato nella Galleria degli Uffizi a Firenze.

## Storia
L'opera è documentata dal Seicento nella villa di Poggio Imperiale, da cui giunse in Galleria nel 1796.
Il riferimento al Maestro della Virgo inter Virgines, studiato a partire da un dipinto della Madonna tra le sante vergini nel Rijksmuseum di Amsterdam, risale al pioniere degli studi sull'arte fiamminga, Max Friedländer nel 1906, che parlò di un periodo giovanile del pittore, dopo il 1470. L'artista fu pittore ed incisore olandese, attivo prevalentemente a Delft entro il 1500.
L'opera è analoga per dimensioni a una Deposizione nel Saint Louis Art Museum, che forse faceva parte di un medesimo complesso, forse un polittico apribile e chiudibile o un trittico.
Esiste una replica autografa del dipinto nella collezione Jon Neizenich ad Aquisgrana.

## Descrizione e stile
In una vallata, che si apre al centro scoprendo un lago e una magnifico castello, si svolge la Crocifissione di Gesù, che occupa la metà superiore del dipinto stagliandosi contro il cielo nuvoloso, con un sole arancio che appare nell'angolo in alto a sinistra. In basso sono presenti i vari testimoni alla scena, tra cui il gruppo che sorregge Maria svenuta (con san Giovanni), la Maddalena disperata ai piedi della croce (vestita di verde, simbolo di dolore e penitenza), e tre uomini dai volti grotteschi che paiono minimizzare l'accaduto; sullo sfondo altri personaggi, a piedi e a cavallo, partecipano alla scena o la ignorano.
In primo piano una scimmia sta vicina a un teschio (quello di Adamo), tipica allusione al Peccato originale.
Colpisce l'intensa emotività di alcune figure, stravolte da pose esasperate e innaturali. Il volto di Cristo è particolarmente drammatico e si ritrova anche in un'incisione del Missale Trajertrense stampato a Delft nel 1495 (N. Schretlen, Duch and Flemish Woodents of the Fifteenth Century, 1925, rist. New York 1969).